# Gola-Regenwald-Nationalpark
Der Gola-Regenwald-Nationalpark (englisch Gola Rainforest National Park) liegt im Südosten Sierra Leones nahe der Grenze nach Liberia in der Eastern Province in den Distrikten Kailahun und Kenema.
Seit Dezember 2011 hat das bereits vorher bestehende Schutzgebiet den Status eines Nationalparks. Es gilt als eines der wichtigsten Waldschutzgebiete Westafrikas und einer der letzten unberührten Primärwälder Afrikas. Es gehört als Teil des Guinea-Wald Westafrikas zu den Biodiversitäts-Hotspots der Erde.
Der Nationalpark ist seit Mitte 2025 UNESCO-Welterbe.
Nach Proklamierung des Gola-Wald-Nationalparks im benachbarten Liberia im Jahr 2016 ist die Einrichtung des grenzüberschreitenden Parks geplant, der sich (Stand Mai 2017) in der Projektphase unter dem Across the River – a Transboundary Peace Park for Sierra Leone and Liberia Project befindet.

## Beschreibung
Der Nationalpark besteht aus den drei Gebieten „Gola Zentral“ (ehemals „Gola Nord“) (etwa 460 km²), „Gola Süd“ (ehemals „Gola West“ und „Gola Ost“) (230 km²) und „Gola Nord“ (ehemals „Extension 2“) (60 km²). Die Gebiete liegen im Südosten des Landes, etwa 330 Kilometer von der Hauptstadt Freetown entfernt.
Gola-Zentral wird von einer hügeligen Landschaft auf einer Höhe von mehr als 300 m dominiert. Die höchste Erhebung beträgt circa 475 m. Das Gebiet wird von den Flüssen Mogbai, Woiguwa, Waye, Koadi und Magoli durchzogen. Bis auf den Waye münden alle in den Mano, den Grenzfluss nach Liberia.
Gola-Nord wird durch den Komboya-Fluss von Gola Zentral getrennt und vom Magbole durchzogen. Der Parkteil grenzt an einem Abschnitt an das Nachbarland Liberia.
Gola-Süd liegt südwestlich von Gola Zentral und ist durch einen etwa 12 Kilometer breiten Streifen (unter anderem durch das Dorf Nomo) von den beiden anderen Teilen des Parks getrennt. Hier herrscht Sumpfland vor. Dieser Teil des Parks grenzt unmittelbar an den Mano und bildet die Grenze nach Liberia. Der Bagra ist mit 330 Metern die höchste Erhebung in Gola Ost. Der Mahoi-Fluss und die Hauptstraße A015 durchschneiden den Parkteil.
Es besteht ein internationales Forschungsprogramm zu den Dianameerkatzen, unterstützt von der britischen „Royal Society for the Protection of Birds“ und „BirdLife International“.

## Fauna und Flora

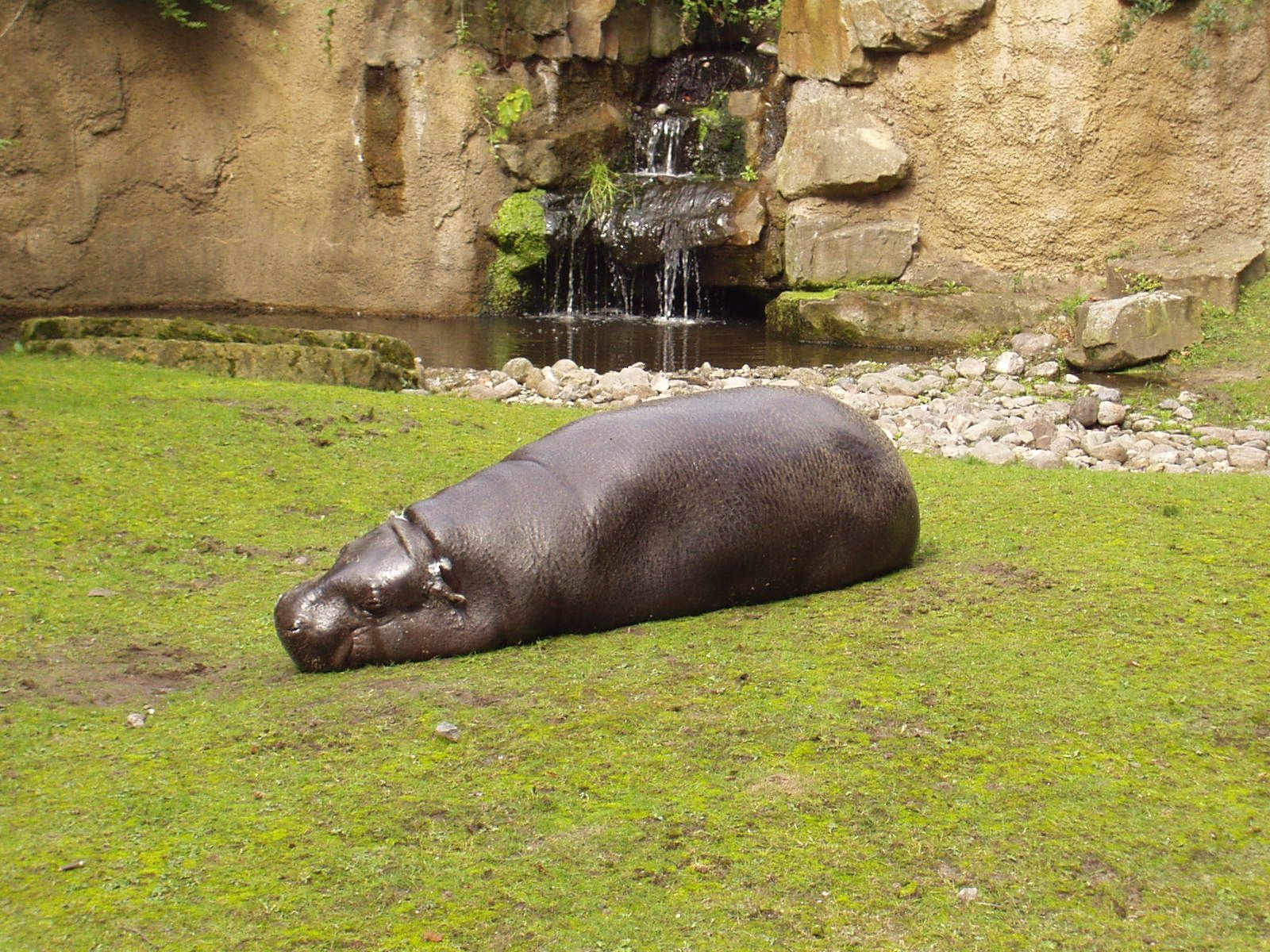
Zwergflusspferd in einem zoologischen Garten

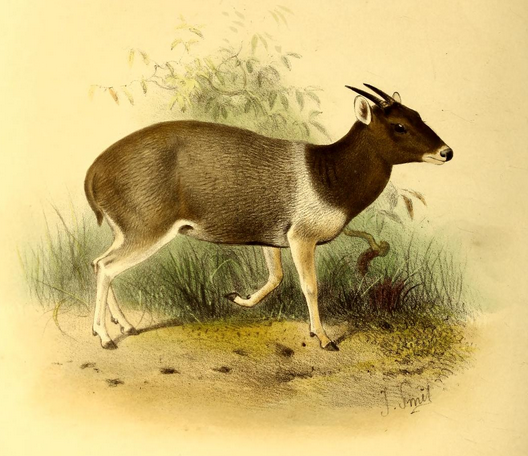
Zeichnung eines Jentink-Duckers

Der Gola Forest gilt als eines der letzten Rückzugsgebiete seltener Tier- und Pflanzenarten und zudem als größtes zusammenhängendes Primärwaldgebiet in Sierra Leone.

### Pflanzenwelt
Im Nationalpark wurden bislang 899 Pflanzenarten nachgewiesen, darunter 232 Baumarten. Die dominierende Baumart ist Heritiera utilis. Besonders häufig sind Arten aus der Familie der Hülsenfrüchtler (Fabaceae) wie Cynometra leonensis und Brachystegia leonensis.

### Säugetiere
Als eines der wichtigsten Schutzgebiete des Landes ist der Gola Forest Heimat von 49 größeren Säugetierarten. Es kommen elf Arten an Affen vor, darunter Schimpansen (Pan troglodytes), Dianameerkatzen (Cercopithecus diana) und Rußmangabe (Cercocebus atys). Die Schimpansenpopulation wird (Stand 2010) mit 270 Tieren angegeben.
Zudem finden sich der Waldelefant (Loxodonta cyclotis; in Gola-Ost gilt dieser als ausgestorben), Zwergflusspferde (Hexaprotodon liberiensis), Jentink-Ducker (Cephalophus jentinki), Zebraducker (Cephalophus zebra), Brooke-Ducker (Cephalophus brookei), Schwarzducker (Cephalophus niger) und Maxwell-Ducker (Philantomba maxwellii).
Weiter kommen an kleineren Säugern 26 Arten an Nagetieren und Insektenfresser vor, darunter Crocidura jouvenetae, Crocidura obscurior, Malacomys cansdalei, Crocidura grandiceps und Crocidura buettikoferi. Außerdem sind 34 Arten an Fledertieren nachgewiesen, unter anderem Rhinolophus hillorum and Hipposideros marisae.

### Vögel
Die Royal Society for the Protection of Birds hat 274 Vogelarten nachgewiesen, von denen 14 vom Aussterben bedroht sind. Einer 2009 durchgeführten Untersuchung zufolge kommen 327 Vogelarten im Nationalpark vor, von denen mindestens 18 selten bis vom Aussterben bedroht sind. Zu den bekanntesten Arten gehören der seltene, jedoch im Park häufig anzutreffende Gelbkopf-Felshüpfer (Picathartes gymnocephalus), das Weißbrust-Perlhuhn (Agelastes meleagrides) und der Ballmann-Weber (Malimbus ballmanni).

### Herpetofauna
Von den vorkommenden 43 Amphibien- und 13 Reptilien-Arten sind die meisten typische Waldbewohner. Ein Drittel der Amphibien-Arten wird durch die IUCN als gefährdet eingestuft, darunter die vom Aussterben bedrohte Kröte Amietophrynus taiensis. Von den Reptilien gilt nur das Stumpfkrokodil (Osteolaemus tetraspis) als gefährdet.

### Fische
Aus den Flüssen Mahoi und Koye sind 31 Fischarten bekannt.

### Insekten
Mehr als 600 Schmetterlingsarten und 140 Libellenarten konnten bisher im Nationalpark nachgewiesen werden.

## Touristisches
Den Park erreicht mit einem normalen PKW über die Provinzhauptstadt Kenema (ca. 40 km). Von dort aus führt eine Sandstraße über Joru nach Lalehun (in der Regenzeit ist ein Geländewagen notwendig). Von Pujehun sind es etwa 30 km bis zum Nationalpark.
Durch finanzielle Unterstützung unter anderem der Europäischen Union wurden in den vergangenen Jahren (Stand Juni 2014) drei Lodges an den drei Eingängen sowie zahlreiche Campingmöglichkeiten im Park geschaffen. Die Lodges verfügen über eine sehr einfache Ausstattung.
- Belebu Community Lodge – Eingangstor Belebu
- Diana Monkey Lodge – beim Eingangstor Seleti
- Presidential Lodge – Eingangstor Lalehun